# Klaus Berchtold
Klaus Berchtold (* 20. Februar 1939; † 8. November 2013) war ein österreichischer Rechtswissenschaftler.

## Leben
Berchtold studierte Rechtswissenschaften in Innsbruck und schloss 1961 mit dem Doktorat ab. Danach war er als Assistent bei Felix Ermacora am Institut für Staats- und Verwaltungsrecht der Universität Wien tätig. 1969 übernahm er dort eine Dozentur in Verfassungsrecht und Allgemeiner Staatslehre.
Ab 1970 war Berchtold im Bundeskanzleramt-Verfassungsdienst tätig, wo er zum Ministerialrat ernannt wurde. Er war Mitglied der Strukturreformkommission, die 1991 einen Bericht über die Neuordnung der Kompetenzverteilung in Österreich erstellte.
Von 1999 bis 2007 gehörte Berchtold dem Staatsgerichtshof von Liechtenstein an.
Berchtold war verheiratet mit Eleonore Berchtold-Ostermann, Mitglied des österreichischen Verfassungsgerichtshofes.

## Schriften
- Verfassungsgeschichte der Republik Österreich. Band 1: 1918–1933, Springer, Wien 1998, ISBN 3-211-83188-6.
- Die Verhandlungen zum Forderungsprogramm der Bundesländer seit 1956, Braumüller, Wien 1988, ISBN 3-7003-0752-7.
- (Hrsg.) Zustellgesetz. [Bundesgesetz vom 1. April 1982 über die Zustellung behördlicher Schriftstücke]. Mit Zustellrechtsanpassungsgesetz [u.a.], Manz, Wien 1982, ISBN 3-214-02865-0.
- (Hrsg.) Die Verfassungsreform von 1929. Dokumente und Materialien zur Bundes-Verfassungsgesetz-Novelle von 1929, 2 Teile, Braumüller, Wien 1979, ISBN 3-7003-0958-9.
- Gemeindeaufsicht (= Forschungen aus Staat und Recht. Band 19), Springer, Wien/New York 1972, ISBN 3-211-81044-7.
- Der Bundespräsident. Eine Untersuchung zur Verfassungstheorie und zum österreichischen Verfassungsrecht (= Forschungen aus Staat und Recht. Band 9), Springer, Wien/New York 1969.
- (Hrsg.) Österreichische Parteiprogramme 1868–1966, Oldenbourg, München 1967.